# 裴先達
裴先達（英語：Calvin Pui）是一個澳門演員，曾經是戲劇公司歡樂馬介休的棟篤笑組合花漾壯男的成員，YouTube喜劇演出次數不少，後來獨立發展，當上澳門演辯文化協會副理事長。

## 作品

### 舞台劇
- 2021：《鴛鴦亂打大龍鳳》[3]
- 2022：《女性鬥秀場》《男性鬥獸場》[4]
- 2023：《Talk Kings冠軍雙打棟篤笑》[5]
- 2023：《粵男仔棟篤笑》[6]
- 2025：《大把世界》[7]